# Oxantel
Az oxantel (INN) bélférgek elleni szer mind emberi, mind állatorvosi alkalmazásra. Injekció, gél és tabletta formájában forgalmazzák.

## Készítmények emberi alkalmazásra
A készítmények oxantelt és pirantelt is tartalmazó kombinációk.
Embonát formában:
- Dualid - Biotech Laboratorios
- Quantrel

Pamoát formában:
- Pyr-A-Pam Plus

Magyarországon emberi alkalmazásra nincs forgalomban oxantel-tartalmú készítmény.